# Shane Lawal
Pour les articles homonymes, voir Lawal.
Olaseni Abdul-Jelili « Shane » Lawal, né le 8 octobre 1986 à Abeokuta (Nigeria), est un basketteur américano-nigérian.

## Biographie
Shane Lawal n'est pas drafté lors de la draft 2009. Pour la saison 2009-2010, il signe avec le club qatari d'Al Arabi Doha.
Lors de la saison 2010-2011, il joue dans le championnat espagnol de D2 avec CB Guadalajara. En avril 2011, il signe en Libye avec le club d'Al-Ahli Benghazi jusqu'au terme de la saison.
En juillet 2011, il joue en D2 espagnole avec CB Clavijo.
Le 5 août 2012, il rejoint le Tezenis Verona dans le championnat d'Italie.
Le 29 juillet 2013, Lawal signe au BC Astana (Kazakhstan). Avec Astana, il remporte le championnat et la coupe du Kazakhstan en 2014.
Le 31 juillet 2014, Lawal signe un contrat d'une année avec le Dinamo Sassari. Avec ce club, il remporte le championnat, la Coupe en 2015.
Le 20 juillet 2015, Lawal signe un contrat de deux ans avec le FC Barcelone. Il quitte le club barcelonais en juin 2017 et rejoint le SS Felice Scandone.

## Palmarès
- Supercoupe d'Espagne en 2015